# Làmpada de plasma

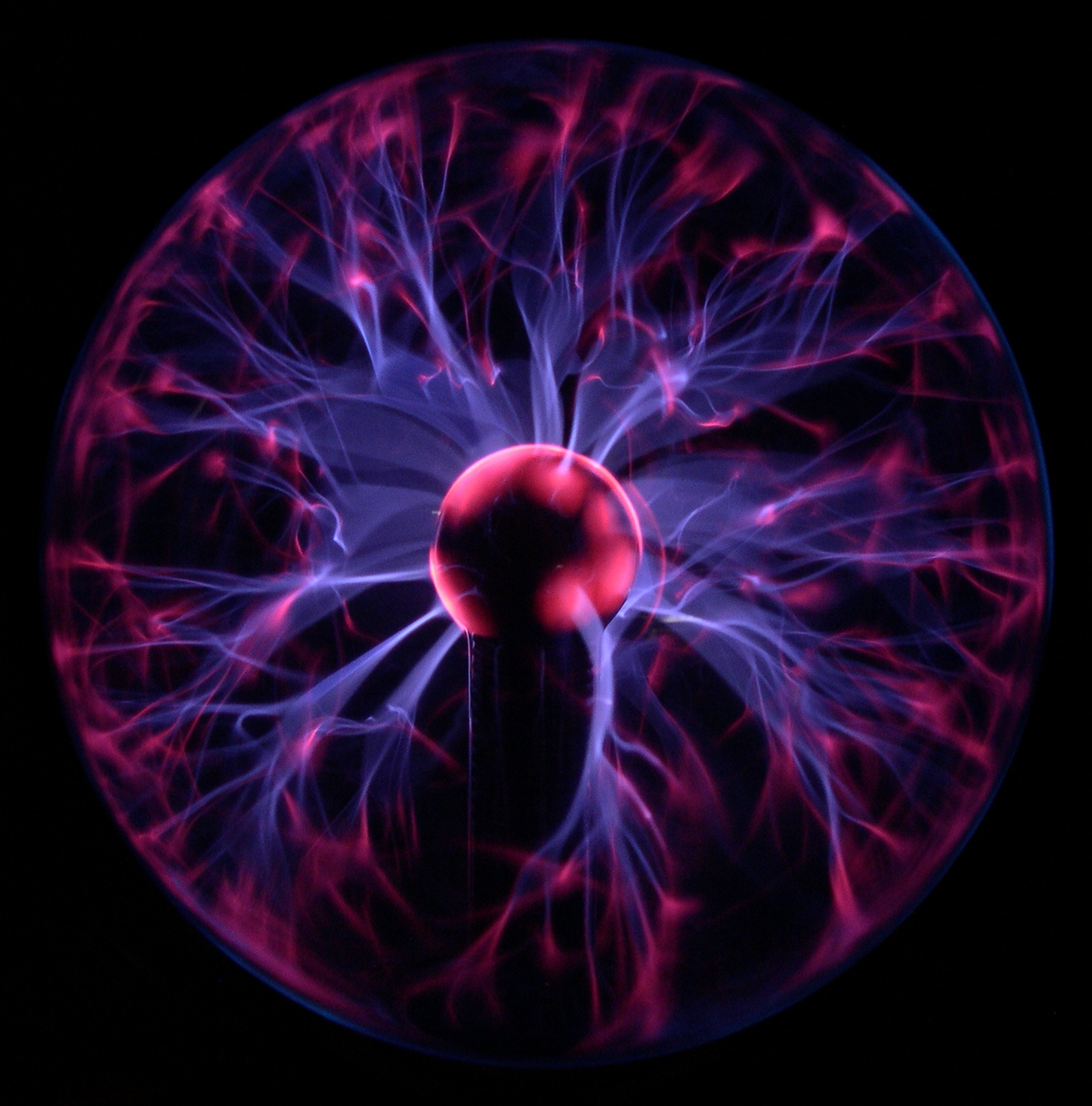
Llum de plasma.

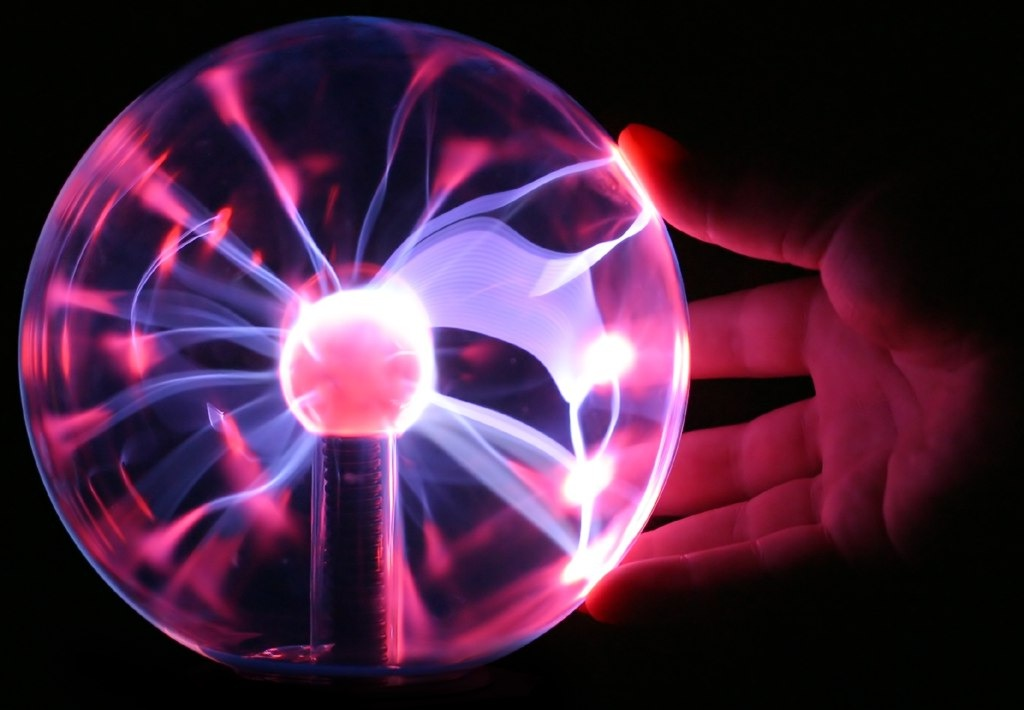
Efecte que produeix un objecte conductor (com una mà) en ser aproximat al cristall del llum de plasma.

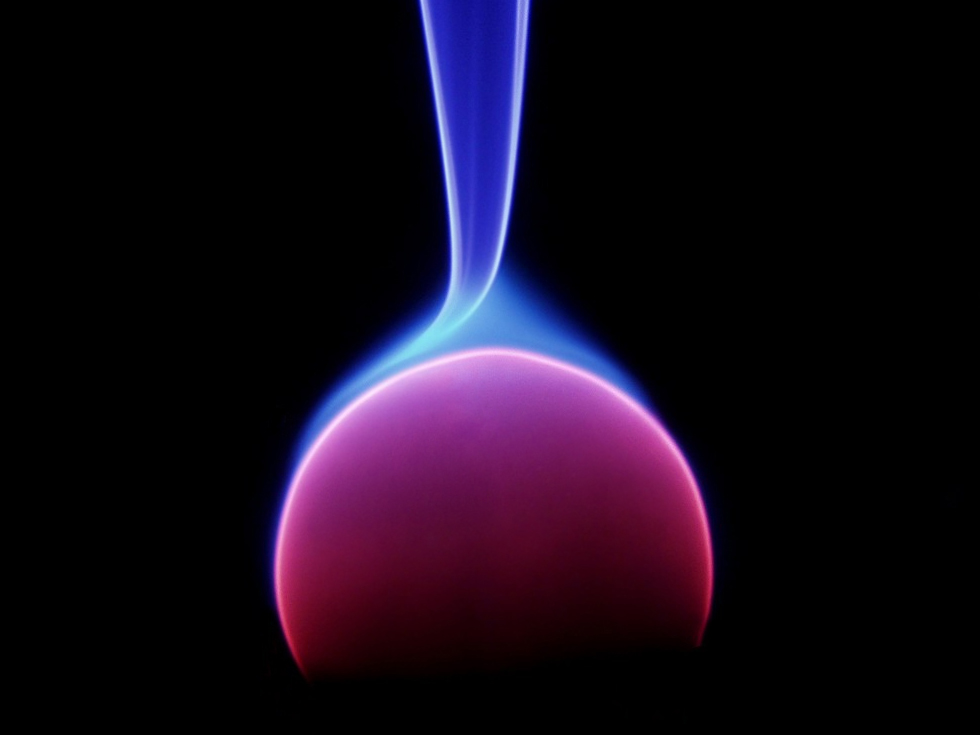
Elèctrode central d'un llum de plasma.

Un llum de plasma (també anomenat "bola de plasma" o "esfera de plasma") és un objecte que va aconseguir la seva popularitat al voltant de l'any 1980. Va ser inventada per Nikola Tesla després de la seva experimentació amb corrents d'alta freqüència en un tub de vidre buit amb el propòsit d'investigar el fenomen de l'alt voltatge. Tesla va anomenar a aquest invent Inert Gas Discharge Tube (tub de descàrrega de gas inert).

## Descripció
Els llums de plasma estan disponibles en multitud de formes, sent les més freqüents esferes i cilindres. Encara que hi hagi moltes variacions en la seva forma, un llum de plasma és en general una esfera de vidre transparent, ple d'una mescla de diversos gasos a baixa pressió, i conduïda per corrent altern d'alta freqüència i alt voltatge, generada per un transformador d'alta tensió o una bobina de Tesla en miniatura. Una esfera més petit al seu centre serveix com un elèctrode. Emet "serps de llum ultraviolada" (en realitat, gas ionitzat) que s'estenen des de l'elèctrode interior fins a les parets de l'esfera de vidre, donant una aparença similar a múltiples i constants llampecs acolorits.
La col·locació d'una mà prop del vidre altera el camp elèctric d'alta freqüència, causant un raig de major grossor dins de l'esfera en direcció al punt de contacte. Quan s'apropa qualsevol objecte conductor a l'esfera es produeix un corrent elèctric; això pot generar curts circuits, ja que el vidre no bloqueja el flux de corrent quan estan implicades altes freqüències, actua com el dielèctric en un condensador elèctric format entre el gas ionitzat i, en aquest cas, la mà de la persona.

## Perills
Col·locar dispositius electrònics prop del llum de plasma pot escalfar excessivament el cristall existint risc de cremades lleus, i col·locar metalls o paper d'alumini sobre la superfície del cristall pot provocar descàrregues elèctriques lleus i risc d'incendi. L'alt voltatge i freqüència al que funcionen aquestes llums poden interferir amb el funcionament correcte de dispositius a diversos metres de proximitat, tals com a ordinadors portàtils, reproductors digitals d'àudio, i altres dispositius similars i també interferir amb altres senyals de radiofreqüència com a telèfons sense fils o xarxes Wifi.
Després d'uns minuts d'encès constant, prop de l'esfera de cristall sol acumular-se ozó en petites quantitats en ionitzar l'oxigen proper a la superfície del cristall. Aquest s'acumula de manera més accelerada si es col·loca una mà o un objecte metàl·lic sobre el cristall i en folrar amb paper d'alumini arrugat. En apropar el dit a 1 cm salten espurnes porpres a causa de la diferència de potencial rebent una lleugera descàrrega elèctrica no mortal (a causa de l'alta freqüència).

## Història
En la patent nord-americana 514,170 ("Incandescent Electric Light", 6 de febrer de 1894), Nikola Tesla descriu un llum de plasma. Aquesta patent és d'una dels primers llums d'alta intensitat. Tesla va prendre un tipus d'esfera incandescent amb l'element conductor suspès i li va aplicar alt voltatge, creant així la descàrrega. Més tard, Tesla anomenaria a la seva invenció "Inert Gas Discharge Tube".
El popular producte que es ven actualment a tot el món va ser inventat per l'artista Bill Parker mentre era estudiant en el MIT. Més tard ho va desenvolupar quan era artista resident del Exploratium science museum. La tecnologia necessària per fer les mescles precises de gasos de les esferes de plasma actuals, especialment els gasos rars d'alta puresa, no estava a la disposició de Tesla. Per crear els vius colors, la gamma de moviments i els complexos patrons que apareixen en els llums de plasma actuals s'usen aquestes mescles de gas, formes de cristall variades i circuits integrats, i tots van ser desenvolupats i patentats per Bill Parker entre els anys 1980 i 1990. Els llums típicament contenen xenón, criptó o neó, encara que també poden usar-se altres gasos.